# Baohe
Baohe léase: Báo-Jó (en chino: 包河区, pinyin:Bāohé qū, lit: río Bao) es un distrito urbano bajo la administración directa de la Ciudad - Prefectura de Hefei, capital de provincia de Anhui, centro este de la República Popular China. Su área total es de 294 km² y su población para 2010 es de 817 mil habitantes. 